# Benjamin Gascoigne
Benjamin Alexander Gascoigne, baron Gascoigne (né le 5 mars 1983) est un conseiller politique britannique et pair à vie. Il est secrétaire politique du Premier ministre du Royaume-Uni de 2019 à 2020 et chef de cabinet adjoint du Premier ministre Boris Johnson de 2021 à 2022. Gascoigne est également secrétaire privé de Johnson lorsqu'il était maire de Londres, et son conseiller comme ministre des Affaires étrangères.
Il reçoit une pairie à vie lors des honneurs de démission du Premier ministre de 2022.

## Biographie
Benjamin Gascoigne fait ses études au Nelson and Colne College, un établissement d'enseignement supérieur à Nelson, Lancashire, où il étudie la politique, l'histoire et la langue anglaise. Il étudie la politique à l'Université de Hull.
Après avoir obtenu son diplôme, Gascoigne travaille à la Pendle Community Credit Union pendant deux ans. Il occupe ensuite un emploi au siège de la campagne conservatrice, avant de travailler sur la campagne de Boris Johnson pour devenir maire de Londres en 2008.
De 2009 à 2015, Gascoigne est secrétaire privé de Johnson lorsqu'il est maire de Londres. Il travaille sur la campagne de Johnson pour être élu député d'Uxbridge et de South Ruislip lors des élections générales de 2015. Il est ensuite conseiller spécial de Johnson lorsqu'il est ministre des Affaires étrangères de 2016 à 2018. En 2019, il quitte brièvement la politique et travaille chez Grayling, une société de relations publiques, en tant que directeur dans son équipe des affaires publiques. De décembre 2019 à 2021, il est secrétaire politique du Premier ministre du Royaume-Uni Boris Johnson. Puis, de 2021 à 2022, il est chef de cabinet adjoint au 10 Downing Street.
En 2023, Gascoigne est nommé pour une pairie à vie par Johnson dans les honneurs de démission retardés du Premier ministre de 2022 comme baron Gascoigne, de Pendle dans le comté de Lancashire, le 10 juillet et est présenté à la Chambre des lords le 18 juillet. Il siège aux Lords pour le Parti conservateur.